# Északi Zöldtúra
Az Északi Zöldtúra (röviden ÉZ) egy túraútvonal Magyarország és Szlovákia határvonala mentén. Az útvonal egyes szakaszait karbantartják, másokat felhagytak.

## Története
Az útvonal ötletét az adta, hogy Magyarország és Szlovákia EU-csatlakozása után a szlovák fél a határátkelőhelyek besűrítését javasolta. Az útvonalat 2004-ben Bánhidi Attila dolgozta ki úgy, hogy az az országhatárhoz a lehető legközelebb essen. A jelzések felfestésekor egyes meglévő jelzéseket áthelyeztek az érintett területeken. A festést 2005-ben Mályi József és társai végezték. Az útvonalat és a kapcsolódó határátlépési pontokat 2006. július 8-án adták át.

## Útvonala
A turistaúthoz nem kapcsolódik aktív túramozgalom. Az útvonal egyes (jellemzően a határsávba eső) részeinek karbantartása nincs megoldva, más szakaszokat gondoznak.
| Sorszám | Végpontok                                 | Állapot       |
| ------- | ----------------------------------------- | ------------- |
| 1.–12.  | Balassagyarmat – Zabar, megyehatár        | karbantartott |
| 12.–18. | Zabar – Aggtelek, Poronya-tető            | felhagyott    |
| 19.–20. | Poronya-tető – Perkupa                    | karbantartott |
| 21.–32. | Perkupa – Széphalom, Kazinczy Emlékmúzeum | felhagyott    |
| 33.     | Széphalom – Sátoraljaújhely vasútállomás  | karbantartott |

## További információ
- József, Róka: Vándorlás az Északi Zöldön – első felvonás (magyar nyelven). Két vándor, 2015. június 28. (Hozzáférés: 2019. február 1.)
- Útvonaltérkép: Északi Zöld | Mentett útvonalak,túraútvonalak,turistautak.. turistautak.openstreetmap.hu. (Hozzáférés: 2019. február 1.)[halott link]
- ÉSZAKI ZÖLD VÁNDORLÁS / VIA HUNGARIA '400 '300 '200 '100 / GÖMÖRI ZÖLD 50 / ZEMPLÉNI ZÖLD 50 | TTT. www.teljesitmenyturazoktarsasaga.hu. (Hozzáférés: 2019. február 1.)